# Margaret Wertheim

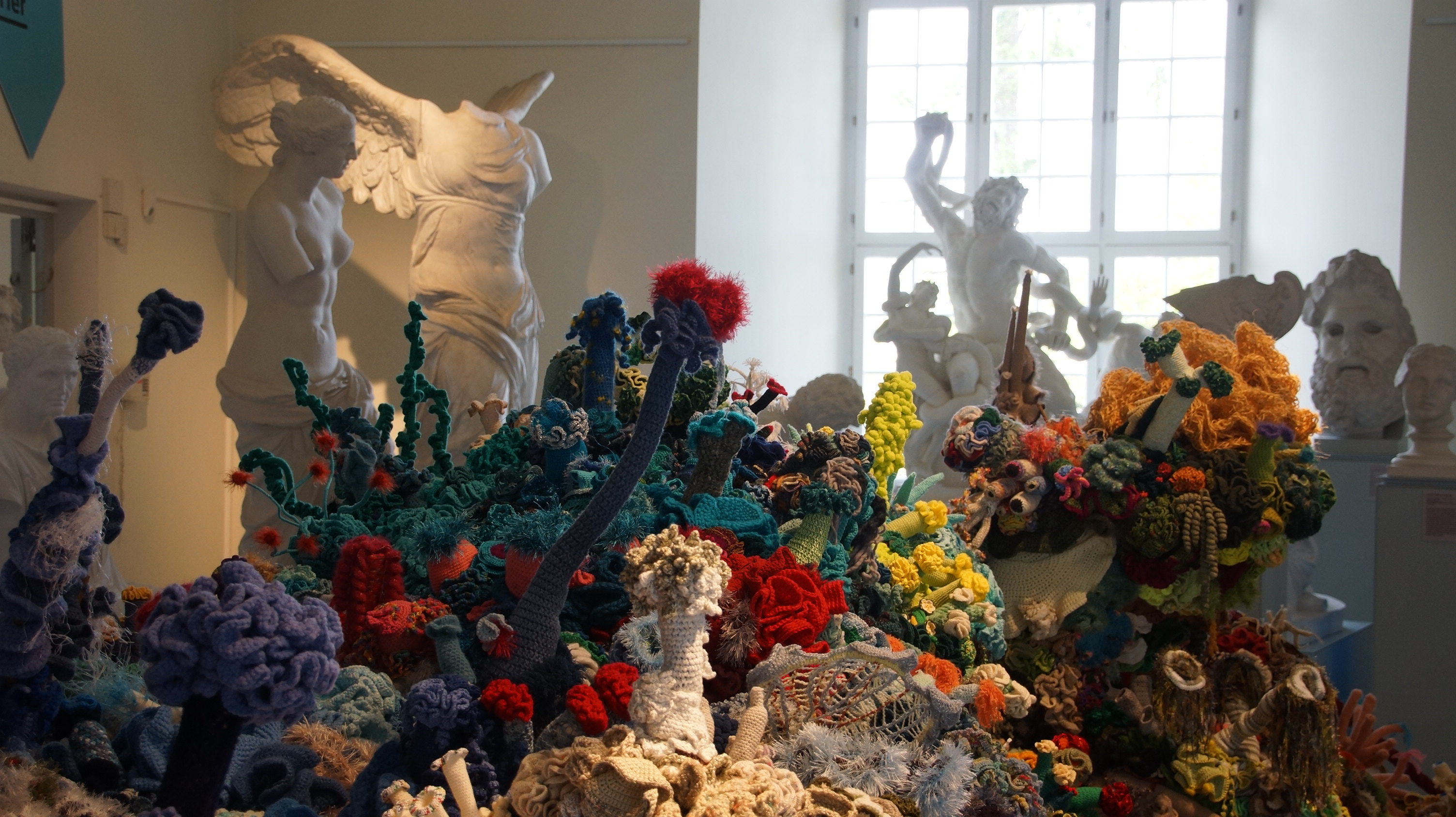
The Föhr Reef, part del projecte Hyperbolic Crochet Coral Reef

Margaret Wertheim (Brisbane, Austràlia, 20 d'agost de 1958) és una escriptora de divulgació científica australiana que ha escrit diferents publicacions sobre la història cultural de la física. Ella i la seva germana bessona, Christine Wertheim, resideixen actualment a Los Angeles, Califòrnia on van fundar i continuen treballant en l'Institute for Figuring (IFF, per les seves sigles en anglès), una organització sense ànim de lucre que concentra la seva lluita en el projecte Crochet Coral Reef, que va començar com a resposta a les habilitats artístiques de Daina Taimina, una matemàtica universitària. Wertheim, també ha creat una sèrie d'exposicions artístiques sobre les temàtiques de ciència i art que s'exhibeixen arreu del món. Per aquestes, ha aconseguit guanyar una sèrie de premis. El 2016 se li va atorgar el premi commemoratiu Klopsteg de l'Associació Nord-americana de Professors de Física a més de la Medalla Scientia (2017) d'Austràlia pel seu treball sobre la ciència pública.
Una de les seves recerques l'associa estretament al Museu Natural Americà d'història Natural localitzat a Nova York, soci de l'Institut de Los Angeles per a les Humanitats. A més de tenir un doctorat a la Universitat de Deakin, l'educació anterior de Wertheim inclou dos graus universitaris. El primer és un Grau de ciència en Física Pura i Aplicada a la Universitat de Queensland, i el segon, un grau especialitzat en Matemàtica Pura i programació a la Universitat de Sydney.